# ツェツェバエ
ツェツェバエ（Tsetse fly）は、ハエ目（双翅目）・ハエ亜目（短角亜目）・環縫短角群・ハエ下目・ツェツェバエ科（Glossinidae）に属する昆虫の総称である。「ツェツェ(tsetseあるいはtzetze)」はツワナ語でハエを意味する。2001年現在、23種8亜種が記載されており、Glossina 1属のみで1科を構成する。
吸血性で、アフリカトリパノソーマ症（ヒトのアフリカ睡眠病・家畜のナガナ病）の病原体となるトリパノソーマである、ガンビアトリパノソーマやローデシアトリパノソーマなどの媒介種として知られる。

## 形態
体長は5～10mm。他の蛹生類（#生態の節で詳述）のハエと異なり、典型的なハエらしいハエの姿をしている。口吻はハエで一般的な唇状ではなく、イエバエ科のサシバエなど他の吸血性のハエと同様に硬化して針状となり、吸血に適した形状となっている。触角の第3節の端棘は枝分かれしており、静止時には翅を鋏の刃のように重ねる。

## 分布
アフリカ大陸の北緯15度から南緯20度の範囲のうち約1,500万km2の範囲にのみ分布する。そのため、この緯度の範囲はツェツェベルト地帯と呼ばれている。化石はアメリカ合衆国コロラド州の漸新世の頁岩から得られており、かつては現在よりはるかに広い範囲に分布していたと考えられている。
生息環境は種ごとに好適な環境が異なっており、熱帯雨林、乾燥地、マングローブなど多種多様である。
アフリカ大陸において伝統的な家畜（ウシ）の飼育は、ツェツェバエの生息域を避ける形で行われてきた。しかし20世紀後半、ウシの飼育を容易にするために駆除が進められ、ツェツェバエ生息数は減少した。

## 生態
雌雄ともに哺乳類や鳥類から吸血し、血液を栄養源として生活しており、一度の吸血で40～150mgの血液を摂取する。この点が、雌のみ卵巣発育のための栄養源として吸血する、カやアブ、ブユなどと異なっている。宿主の選好性は環境や野生動物相などによって変化する傾向はあるもの、種特異的な傾向はあり、特定の哺乳類を好むものや機会的な吸血をするものが知られている。
ヨーロッパ人はアフリカを植民地化した際にウマを持ち込んだが、ツェツェバエに刺されて眠り病にかかってしまい、使い物にならなかった。
これに対してアフリカ原産の動物は耐性を持つ。ツェツェバエと生息域が重複するシマウマは、体毛が極端に短く吸血が容易であるにもかかわらず眠り病にほとんどかからない。ただし家畜化が試みられたものの失敗に終わっている。2014年には、カリフォルニア大学デービス校のティム・カロ(Tim Caro)博士らの研究チームにより、ツェツェバエは色彩が均一な面を好んで着地し、模様のある面は避ける傾向にあることが、実験により確認されたことで、シマウマの縞模様はツェツェバエなどが媒介する感染症から身を守る可能性が高いとの研究成果を発表した。しかし、ツェツェバエが縞模様を避ける理由はまだ判明していない。
ツェツェバエの生態で非常にユニークな点はその繁殖方法にある。雌は産卵するのではなく、胎内の子宮で一度に1個の卵を保持し、孵化した幼虫は6～7日かけて雌の分泌する栄養物質を子宮内で摂取し、老熟幼虫にまで発育してから産出される。幼虫は速やかに植物の陰など直射日光の当たらないところで土中に潜って蛹となり、30～40日後に羽化する。1個体の雌は羽化後80日齢までに産仔可能であり、生涯に6～8回の産仔を繰り返すといわれている。
こうした繁殖方法は、同じハエ類の中では、ツェツェバエ同様に哺乳類や鳥類の吸血者として特殊化したシラミバエ科やコウモリバエ科でも知られており、産仔後すぐに蛹になることから蛹生類(ようせいるい)と総称されている。

## 分類
2001年現在で1属23種8亜種に分類されており、大きく3つのグループに分かれる。
- Morsitansグループ（ローデシアトリパノソーマを媒介する）
  - G. morsitans submorsitans Newstaed
  - G. morsitans centralis Machado
  - G. morsitans morsitans Westwood
  - G. austeni Newstead
  - G. pallidipes Austen
  - G. swynnertoni Austen
  - G. longipalpis Wiedemann
- Palpalisグループ（ガンビアトリパノソーマを媒介する）
  - G. palpalis palpalis Rob.-Desvoidy
  - G. palpalis gambiensis Vanderplank
  - G. fuscipes fuscipes Newstead
  - G. fuscipes quanzensis Pires
  - G. tachinoides Westwood
  - G. pallicera pallicera Bigot
  - G. pallicera newstead Austen
  - G. caliginea Austen
- Fuscaグループ
  - G. fusca fusca Walker
  - G. fusca congolensis Newstead & Evans
  - G. nigrofusca nigrofusca Newstead
  - G. nigrofusca hopkinsi van Emden
  - G. medicorum Austen
  - G. tabaniformis Westwood
  - G. brevipalpis Newstead
  - G. longipennis Corti
  - G. frezili Couteux
  - G. severini Newstead
  - G. schwetzi Newstead & Evans
  - G. haningtoni Newstead & Evans
  - G. fuscipleuris Austen
  - G. vanhoofi Henrard
  - G. nashi Potts

## 予防法
ツェツェバエの媒介するアフリカトリパノソーマ症に対する予防接種はなく、吸血されないように虫よけスプレー（ディート・イカリジン）や長袖・長ズボンや蚊帳で予防するしかない。前述のように、シマウマのような縞模様には接地したがらないという性質はあるが、完璧な対策では無い。
治療薬には、エフロルニチンという新薬が開発されている。

## 駆除
雌のツェツェバエは生涯に数個体しか幼虫を産まないため増殖速度はそれほど大きくない。そのため、ツェツェバエの駆除はアフリカトリパノソーマ症の蔓延を阻止する上で有効性が高い。ツェツェバエの蛹化場所である藪や茂みの伐採、地表面への殺虫剤の散布が主な駆除法として挙げられる。また、誘引剤付の罠や、家畜にもともと殺虫剤を散布しておく「生き餌」という駆除法もある。エチオピアでは不妊虫放飼による根絶策が研究されている。